# Mina de Oro
Mina de Oro är en ort i Mexiko.   Den ligger i kommunen Eloxochitlán de Flores Magón och delstaten Oaxaca, i den sydöstra delen av landet, 270 km sydost om huvudstaden Mexico City. Mina de Oro ligger 1 689 meter över havet och antalet invånare är 105.
Terrängen runt Mina de Oro är kuperad åt sydväst, men åt nordost är den bergig. Runt Mina de Oro är det tätbefolkat, med 369 invånare per kvadratkilometer. Närmaste större samhälle är Huautla de Jiménez, 9,6 km sydost om Mina de Oro. I omgivningarna runt Mina de Oro växer i huvudsak städsegrön lövskog.